# Museo della Luna
Il Museo della Luna è un museo astronomico ospitato nella torre medievale di Aielli (AQ), in Abruzzo, sede di un osservatorio astronomico.

## Storia e descrizione
Il museo astronomico, ospitato nella torre trecentesca di Aielli Alto, è stato dedicato alla Luna e allo spazio. Originariamente denominato "museo del cielo" è stato inaugurato ufficialmente il 20 luglio 2019 in occasione del cinquantenario del primo allunaggio di Neil Armstrong, comandante della missione statunitense Apollo 11, avvenuto il 20 luglio 1969. 
Lo spazio museale, allestito dall'amministrazione comunale d'intesa con l'associazione Torre delle Stelle APS e con altre associazioni culturali locali, presenta in una scenografia essenziale e lunare alcuni telescopi ed altri strumenti utili per conoscere le costellazioni e le stelle.
Il museo è dotato di una biblioteca scientifica specializzata e di strumenti di altissimo livello del connesso osservatorio astronomico attivo dal 2002, tra cui un planetario digitale monocanale, postazioni computerizzate per animazioni e simulazioni. Oltre alle fotografie sono esposti gli strumenti ottici di vario genere e gli orologi solari. Dal 2019 è in funzione una riproduzione del LEM dotato del materiale riguardante le missioni Apollo ed è esposta una copia della tuta spaziale indossata da Armstrong.
Nel museo si effettuano, oltre alle osservazioni astronomiche, laboratori didattici e varie attività culturali.